# Masicera glauca
Masicera glauca là một loài ruồi trong họ Tachinidae.